# Кастехон-де-Енарес
Кастехон-де-Енарес (ісп. Castejón de Henares) — муніципалітет в Іспанії, у складі автономної спільноти Кастилія-Ла-Манча, у провінції Гвадалахара. Населення — 102 особи (2010).
Муніципалітет розташований на відстані близько 95 км на північний схід від Мадрида, 46 км на північний схід від Гвадалахари.

## Демографія
Динаміка населення (INE ):